# Shinjuku ni-chōme

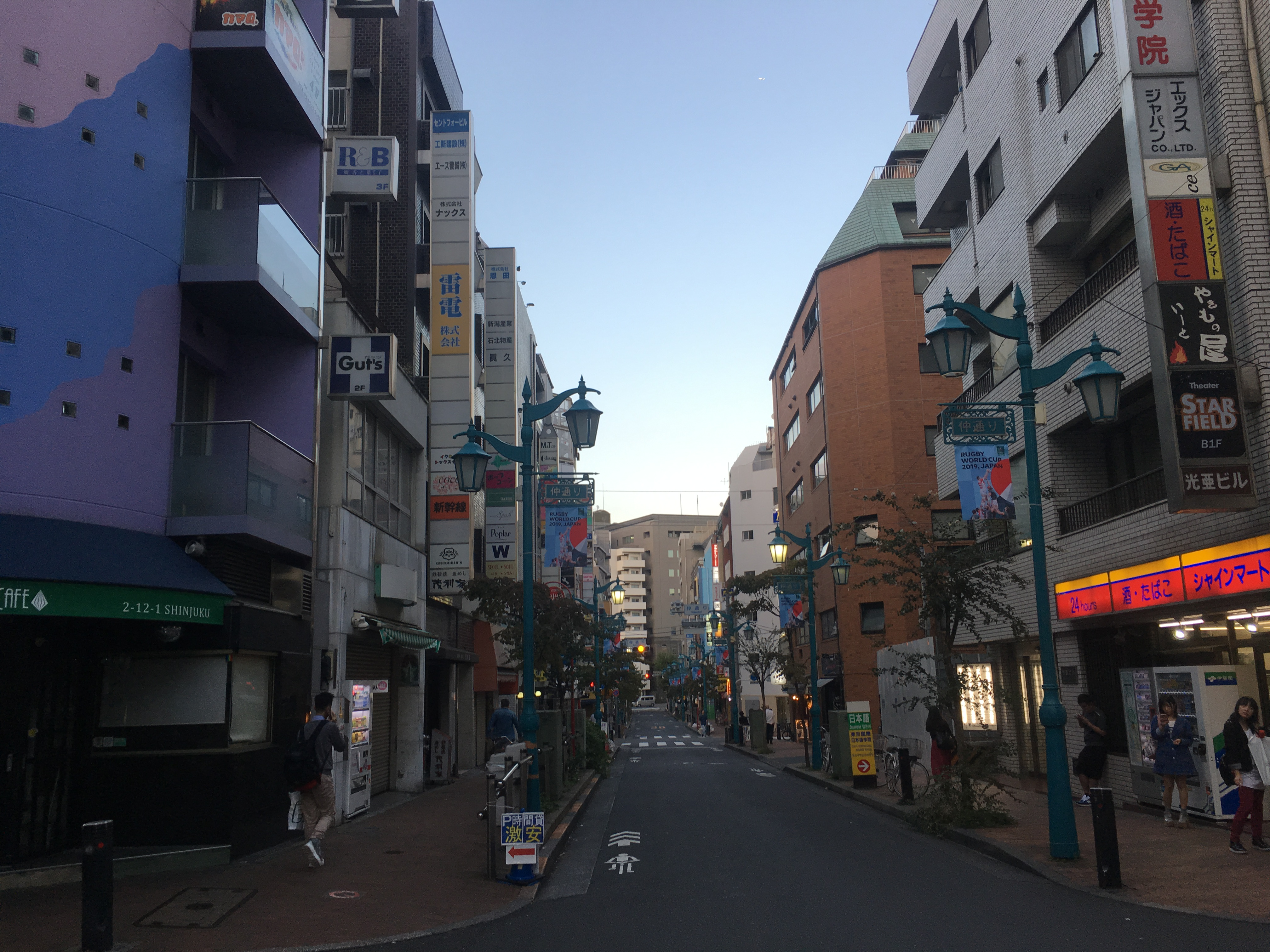

 (décembre 2010).
Si vous disposez d'ouvrages ou d'articles de référence ou si vous connaissez des sites web de qualité traitant du thème abordé ici, merci de compléter l'article en donnant les références utiles à sa vérifiabilité et en les liant à la section « Notes et références ».
Shinjuku ni-chōme (新宿二丁目, ou simplement Ni-chōme) est un quartier de l'arrondissement de Shinjuku à Tokyo au Japon. Ni-chōme est connu comme le quartier gay de Tokyo depuis les années 1960.

## Situation
Ni-chōme est à environ dix minutes à pied de la gare de Shinjuku, soit par Shinjuku dōri, soit par Yasukuni dōri. La station Shinjuku-sanchōme sur les lignes Marunouchi, Fukutoshin et Shinjuku, ou la station Shinjuku-gyoemmae sur la ligne Marunouchi sont à trois ou quatre minutes à pied de Ni-chōme.
Le nombre de bars gay dans le quartier est estimé à une dizaine de bars pour femmes, contre environ 400 pour hommes. La plupart se trouve près de la rue Nakadai (Nakadai Dōri). Outre des bars, le quartier a un restaurant gay (Cocoro Café), des magasins avec des mensuels (G-Men et Badi par exemple) et des DVD/vidéos pornographiques, des saunas, des hôtels, boîtes de nuit et des salons de massage.

## Dans les bars gays
Les bars peuvent accueillir, pour la plupart, une dizaine de clients ou moins. Il n'y a pas un bar ou club dans le quartier qui peut accueillir plus d'une centaine de clients. Les bals et les événements destinés à un plus grand nombre de participants se déroulent hors du quartier.
Certains bars sont spécialisés par type ou par genre. Il y a ainsi des bars destinés aux amateurs de gros, de musclés, d'étudiants, de drag queens, de cuiristes, etc. Les bars sont aussi répartis selon le sexe. Certains bars n'acceptent par ailleurs qu'un seul sexe et refusent parfois même les étrangers.